# Ermita de Sant Pau d'Arbolí
L'Ermita de Sant Pau d'Arbolí és una ermita d'Arbolí, al serrat dels Colls per sobre del poble d'Arbolí.

## Descripció
L'edifici actual és una petita capella de planta rectangular, bastit de paredat arrebossat exteriorment de dues plantes i cobert per una teulada a dos vessants. El pis superior és sobreposat atès que l'ermita és coberta interiorment a dos vessants amb bigues careneres que reposen sobre un arc de mig punt central. El pis, ampliat per la banda de llevant, és dedicat a l'habitatge de l'ermità. La façana presenta la porta, dues finestrelles, un ull de bou obert al pis i un campanar d'espadanya. El conjunt és reforçat per contraforts pel costat de ponent. Interiorment és enguixat, amb un banc d'obra a cada costat. Al fons s'hi obre una porta que mena a una cova, amb tradició eremítica. El terra és enrajolat. És situat en un petit replà, a 855 m d'altitud.

## Història
Hi ha referències de l'ermita ja el segle xiii, continuadora d'alguna possible habitació eremítica anterior. Posteriorment s'hi afegí el pis superior i dependències adequades per a l'ermità. Hom hi havia fet donació de terres.
El 1927, a causa del seu estat rònec, fou reconstruïda. El 1936 fou cremat el retaule, però la imatge fou salvada gràcies a ser duta al poble, on roman actualment per mor a robatori. Està dedicada a sant Pau ermità.